# 白尾梢虹雉
白尾梢虹雉（学名：Lophophorus sclateri）俗稱雪鹅，一种大型高山雉类，属于虹雉属，主要分布于中国南部、缅甸北部和印度东北部海拔2500-4200米喜马拉雅山东麓林区。
白尾梢虹雉的体长可达68厘米。雄鸟通体颜色艳丽，上体羽毛为金属紫绿色，颈部为铜绿色，喉部为紫黑色，背部白色，喙部为金黄色。尾巴为白色，夹杂栗色带纹。雌鸟的色彩暗弱，通体深褐色，喉部为白色，喙部浅黄色。
白尾梢虹雉主要以种子和花为食物，每次产卵3-5枚。
中国特有鸟类种，由于栖息地的不断减少以及偷猎的威胁，数量十分稀少，IUCN列为易危物种，被列入CITES附录I。

## 分类

### 亚种
- 指名亚种（L.s.sclateri）
- L.s.orientalis